# The Positronic Man
The Positronic Man (L'home positrònic en català) és una novel·la de 1992 escrita per Isaac Asimov i Robert Silverberg, basada en la novel·la curta L'home bicentenari d'Asimov.
Tracta sobre un robot que comença a mostrar característiques, com ara la creativitat, tradicionalment típiques d'humans, que acaba sent declarat oficialment ésser humà.
La pel·lícula de 1999 L'home bicentenari, protagonitzada per Robin Williams, està basada tant en el relat original com en la novel·la.

## Resum de la trama
Al segle xxi, la creació del cervell positrònic causa el desenvolupament del treball robòtic i revoluciona la vida a la Terra. Tanmateix, per la família Martin, el seu robot domèstic NDR-113 és més que un servent mecànic. "Andrew" n'ha esdevingut un amic de confiança, un confident i un membre més de la família.
La història s'explica des del punt de vista d'Andrew (més endavant conegut com a Andrew Martin), un robot de la sèrie NDR propietat de la família Martin, malgrat que habitualment es llogaven a U.S. Robots and Mechanical Men.
Les primeres experiències de la família Martin amb Andrew estan farcides de moments estranys en què demostra la seva falta de socialització. Això no obstant, és millor amb objectes inanimats i animals i començar a mostrar característiques de sentiments (com ara la creativitat, emoció i coneixença d'un mateix) tradicionalment humanes. Se'l treu de les feines domèstiques per les quals estava dissenyat i se li permet aprofundir en la seva creativitat, cosa que els permet fer una fortuna venent-ne les creacions.
Andrew busca protecció legal emanant de la seva producció artística original i un futur reconeixement complet com a humà, canviant gradualment els seus components robòtics per òrgans sintètics, i citant el seu procés de transformació de robot a humà. Les noves generacions de la família Martin l'ajuden a assolir la humanitat, encara que cadascuna es veu limitada pel grau en què estan preparats per reconèixer-ne la humanitat.
A The Positronic Man, les tendències en robòtica fictícia de la sèrie Robot d'Asimov (com es resum al llibre Jo, robot) són detallades com a circumstàncies, que es veuen influïdes per la història d'Andrew. No es produeixen més robots de la mateixa línia de producció que Andrew. També hi ha un moviment cap al processament centralitzat, inclòs el control centralitzat dels robots, que evitaria cap més robot com Andrew.
Només quan Andrew permet que el seu cervell positrònic "decaigui", per tant abandonament conscientment la seva immortalitat, se'l declara ésser humà. Això passa dos-cents anys després de la seva creació, vet aquí el títol de la novel·la i de la pel·lícula

## Saga de la Fundació
La història se situa en el marc de la saga de la Fundació, que també inclou els primers relats de Susan Calvin de robots positrònics. Ocorre uns quants segles abans dels esdeveniments de "Mother Earth" i The Caves of Steel, durant un període en què els mons Spacer encara s'han de rebel·lar contra els pobles de la Terra, i en què l'empresa U.S. Robots encara està activa.